# Induratio penis plastica
Die Induratio penis plastica (IPP, lateinisch induratio ‚Verhärtung‘, auch Peyronie-Krankheit) ist eine Bindegewebserkrankung des Penis, bei der es zur Bildung fibrinöser Plaques am Penisschaft kommt. Die IPP wird auch zu den oberflächlichen Fibromatosen gezählt. Narbengewebe, insbesondere im Bereich der Tunica albuginea, der bindegewebigen Hülle um die Schwellkörper, kann zu abnormaler Penisverkrümmung mit Einziehungen, Schmerzen bei der Erektion, bis zur erektilen Dysfunktion mit psychischen Problemen führen. Eine Reihe von konservativen und operativen Therapiemöglichkeiten steht zur Verfügung.

## Symptome

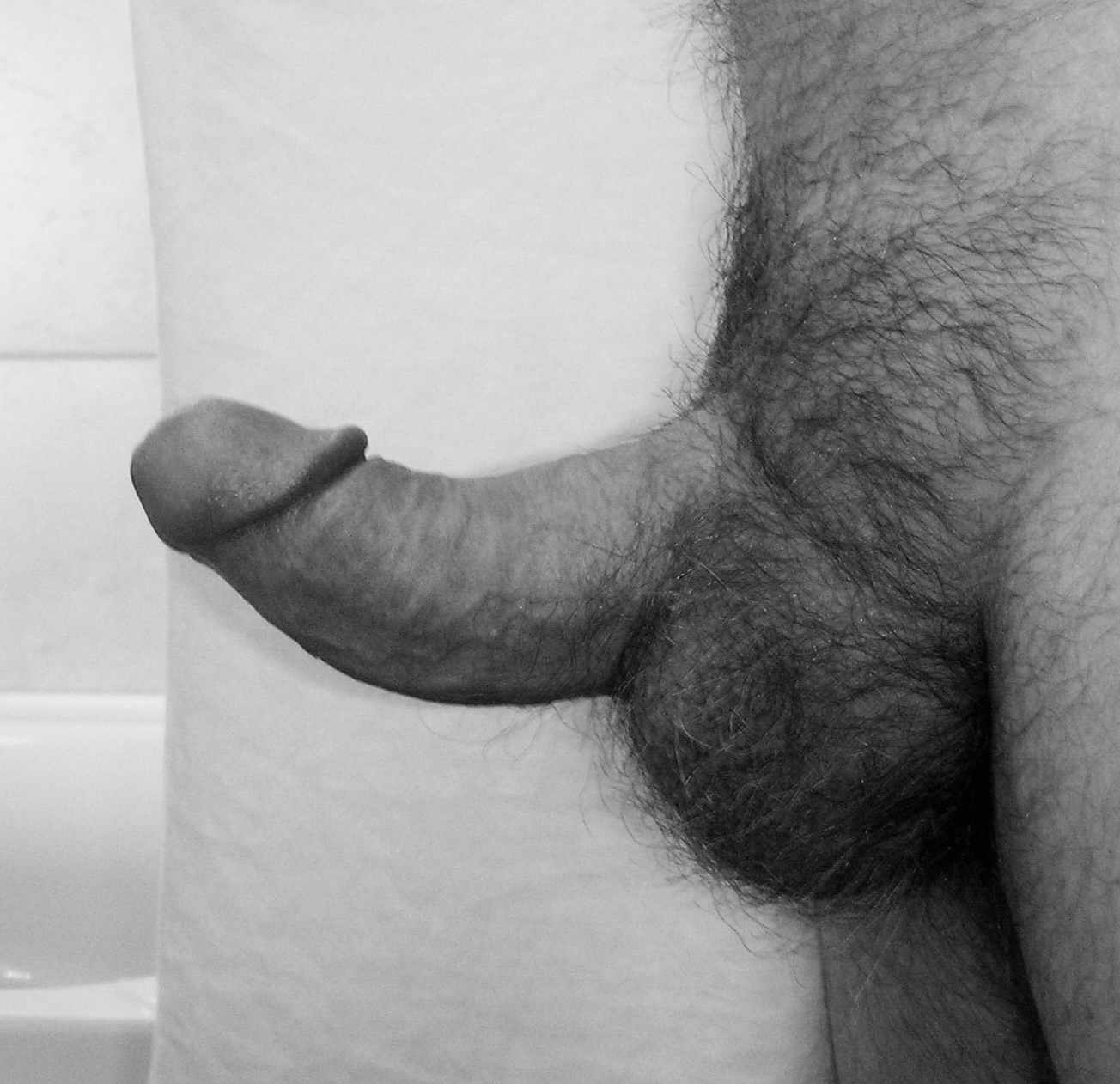
Patient mit dorsaler Peniskrümmung bei IPP

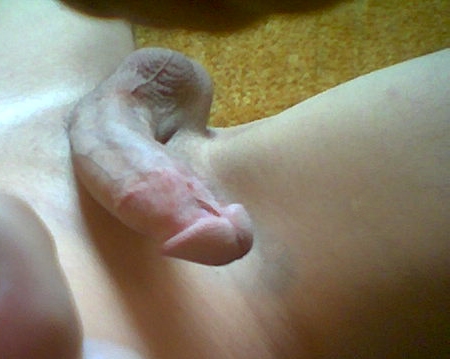
Lateral gekrümmter Penis mit IPP

Durch das Narbengewebe kommt es zu einer „unnatürlich“ starken Biegung des Penis bei der Erektion (größtenteils ohne erinnerte Verletzung), meist nach oben, aber auch nach unten oder einer Seite (teilweise bis zu 90°). Die IPP kann, muss aber nicht zu (starken) Schmerzen bei der Erektion führen. Wenn die Plaque sich eher circumferent (den Umfang betreffend) als in Längsrichtung ausdehnt, resultieren sanduhrförmige Einschnürung oder flaschenhalsförmige Verjüngung. Je nach betroffenem Areal können diese Symptome auch kombiniert auftreten.
Obwohl meist davon ausgegangen wird, dass die IPP mit Peniskrümmung einher geht, gibt es auch Fälle, in denen es nur zu Einziehungen oder Verhärtungen am Penisschaft kommt.
Meist lässt sich das Narbengewebe am schlaffen Penis als Plaque tasten.
Durch die Verdrängung und Verlagerung von Gefäßen und Nerven kommt es teilweise direkt oder mit einiger Verzögerung zu Gefühlsminderungen insbesondere am Peniskopf. In schweren Fällen können neben einer starker Verkrümmung, Gefühlsminderung und Schmerzen bei der Erektion zur erektilen Dysfunktion führen.
Die IPP kann durch die Dramatik ihrer Symptome und der Auswirkung auf Sexualität und Partnerschaft häufig sekundäre psychische Probleme bedingen, wie z. B. nachlassendes Selbstwertgefühl, depressive Verstimmung und Reizbarkeit.

## Ursachen
Zurzeit ist der Pathomechanismus der Erkrankung nicht abschließend geklärt. Als wahrscheinliche Ursache werden Mikrotrauma innerhalb der Tunica albuginea angenommen. Veränderungen im Kollagenstoffwechsel oder eine bakterielle Genese konnten bisher nicht nachgewiesen werden.
Es wurden bereits einige genetische Veränderungen im Zusammenhang mit IPP nachgewiesen. Die IPP und Dupuytren haben insbesondere genetische Veränderungen auf dem Chromosom 7 (WNT2 Locus) und Mikrodeletionen auf dem Chromosom 3 gemeinsam. Warum die Erkrankung jedoch bei einigen mit den genetischen Veranlagungen ausbricht und bei anderen nicht, ist bisher nicht abschließend geklärt.
Bei IPP-Patienten kommt es in 30–40 % zu ähnlichen Veränderungen (Kontrakturen) an den Händen (Morbus Dupuytren). Außerdem sind Morbus Ledderhose, Leberzirrhose, rheumatische Erkrankungen, Tympanosklerose, Penis- oder Harnröhrentrauma, Urethritis, Diabetes mellitus und Morbus Paget mit der Erkrankung assoziiert.
Die Rolle der Einnahme von Betablockern, Nikotin oder Stoffwechselerkrankungen kann derzeit nicht abschließend beurteilt werden. Raucher und ehemalige Raucher haben jedoch ein 16fach erhöhtes Risiko, eine IPP zu entwickeln.

## Verlauf
Da an der Übergangszone zwischen erkranktem, festen Gewebe und gesundem, flexiblen Gewebe bei jeder Erektion und insbesondere bei sexuellem Verkehr erhebliche Scherkräfte wirken, kommt es immer wieder zu kleinen Einrissen an dieser Übergangszone. Langsam und über viele Jahre bildet sich eine IPP-Plaque somit durch die mechanische Reizung weiter aus. Dies ist abzugrenzen von dem Voranschreiten der ursächlichen Erkrankung.
Der natürliche Verlauf ist in der überwiegenden Zahl der Fälle fortschreitend. Graduelle spontane Besserungen sind selten zu erwarten (etwa 20 %) und nach erfolgter endgültiger Plaquebildung nur sehr selten beschrieben.
Im Endstadium können in bis zu 27 % neben Narben auch Verkalkungen und metaplastische Knochenbildung vorkommen.

## Diagnose
Die Diagnose kann vom Urologen im Allgemeinen durch Erhebung der Krankengeschichte und Palpation der Plaques am schlaffen Penis gesichert werden.
Ein Penis-Ultraschall kann helfen Plaques darzustellen, die Größe abzuschätzen und Differentialdiagnosen auszuschließen.
Die in früheren Jahren angewandte Röntgendarstellung der Schwellkörper mit Kontrastmittel ist medizinisch ohne zusätzlichen therapeutischen Effekt und sollte wegen der Strahlenbelastung des Penis und der Hoden unterlassen werden.

## Behandlung

### Konservative Behandlung
Die nicht-operative Therapie gestaltet sich schwierig. Die meisten Patienten wenden sich erst an einen Urologen, wenn sie Verhärtungen verspüren. Diese Verhärtungen stellen jedoch bereits ein fortgeschrittenes Stadium der Erkrankung dar. An dieser Stelle ist das Ursprungsgewebe untergegangen, und es hat sich eine Narbe gebildet. Insbesondere wenn es bereits zu Verkalkungen gekommen ist, ist der Erfolg einer medikamentösen Therapie gering. Die Erfolge konservativer Therapien sind auch deshalb beschränkt, weil der Krankheitsmechanismus nicht abschließend aufgeklärt ist.
Zur systemischen Therapie ist in Deutschland Kalium-Paraaminobenzoat (Potaba) zugelassen, ohne dass jedoch der Wirkmechanismus bekannt wäre. Weitere Präparate, die off-label eingesetzt werden, sind Vitamin E, Carnitin, Tamoxifen und Colchicin. Auch Pentoxifyllin und Tadalafil kommen bei der systemischen Therapie zur Anwendung.
Intraläsional können Verapamil (in Deutschland ebenfalls off-label), Interferon, Kollagenase und Kortison eingesetzt werden.
Außerdem wurden bisher Strahlentherapie, Iontophorese, Extrakorporale Stoßwellentherapie und Vakuumpumpen eingesetzt.
Falls eine konservative Behandlung keine Verbesserung erreicht, ist die operative Behandlung möglich.

### Operative Behandlung
Die operative Korrektur ist keine ursächliche Therapie und kann den ursprünglichen Zustand vor der Erkrankung nicht wiederherstellen. Sie sollte nur bei sehr starkem Leidensdruck (z. B. Unmöglichkeit des Geschlechtsverkehrs) durchgeführt werden. Vor einer Operation sollte eine stabile Phase zwischen 3 Monaten und 1 Jahr liegen. In der aktiven Phase der Erkrankung besteht die Gefahr des Auftretens weiterer Plaques. Der Sicherheitsabstand zum Krankheitsgeschehen begründet sich auch dadurch, dass es sich bei der IPP um eine gutartige Erkrankung handelt und insofern ein großzügiger Sicherheitsabstand zu einer Operation dem Patienten nicht schadet. Insbesondere, da die Operation Risiken wie die Verkürzung des Penis, bleibende Erektionsstörungen, plastisch unbefriedigende Ergebnisse, Plaque-Rezidive und die Notwendigkeit zur Zirkumzision beinhalten kann.
Patienten mit unrealistischen Erwartungen an eine Operation können mit dem Ergebnis unzufrieden sein.
Die operative Therapie teilt sich in einfachere Verfahren – die nicht den Erkrankungsherd selbst entfernen, sondern eines der möglichen Symptome behandeln – und komplexere Verfahren zur Behebung der Ursache.

#### Symptom-Behandlung
- Nesbit-Technik:  Diese Technik dient der Begradigung des Penis bei vorliegender Penisverkrümmung. Bei dieser seit 1965 bestehenden Technik wird der kranke Anteil belassen und die gesunde Gegenseite geschädigt (verkürzt, dupliziert), um den Penis wieder zu begradigen. Es wird mittels Raffnaht eine künstliche Plaque auf der dem Erkrankungsherd gegenüberliegenden Seite geschaffen. Beide Penisseiten sind somit gleichmäßig verkürzt und der Penis erigiert wieder gerade. Je nach Verkrümmungswinkel und Ausgangslänge resultiert eine Penisverkürzung bis zu 8 cm und nicht selten Schmerzen an der Raffnaht. Vor Durchführung dieser Technik muss also zusammen mit dem Patienten objektiv diskutiert werden, ob die zwangsläufige Penisverkürzung mit möglichen Schmerzen bei Erektion gegenüber der Verkrümmung eine Verbesserung darstellen würde.
- Plaque-Trennschnitte:  Bei diesem Verfahren, auch Incisions-Technik oder Technik des Ausdünnens genannt, wird die Plaque nicht entfernt, sondern lediglich eingeschnitten und mit Ersatzgewebe (Beinvene, Kollagenflies, inertes Bindegewebe) gedeckt.

#### Entfernung des IPP-Plaques
Plaqueentfernung: Das komplexe, rekonstruktive Verfahren besteht seit 1941. Die IPP-Plaque wird entfernt und der beschädigte Schwellkörper wieder aufgebaut. Im Gegensatz zur Nesbit-Technik kommt es nicht zu nennenswerter Penisverkürzung bei der Verkrümmungskorrektur. In spezialisierten Zentren wird zur Rekonstruktion biokompatibles Kollagen eingesetzt, welches der Körper in neues Schwellkörpergewebe umbauen kann. Dies kann gegenüber dem Einsatz von Eigengewebe Vorteile bieten. Die Operation kann aufgrund des Schwierigkeitsgrades und der hohen Anforderungen an den Operateur nur von wenigen Zentren weltweit mit ausreichender Erfahrung angeboten werden. Im Gegensatz zu der einfacheren Nesbit-Technik und dem Plaque-Trennschnitt, ist die Plaque-Entfernung aufgrund des höheren Aufwandes und Risikos für viele Kliniken unwirtschaftlich, so dass sich diese Technik nicht allgemein durchsetzen konnte.

## Geschichte
Das Phänomen der Induratio penis plastica wurde bereits in Pompeji 79 n. Chr. in Grabbeigaben und bei griechischen Skulpturen dargestellt. Im Jahr 1561 wurde das Krankheitsbild von den Anatomen Fallopius und Vesalius erwähnt und 1687 in Les Emphemirides des Animaux de la Nature als ein „von den Umscheidungen der Corpora cavernosa ausgehender gutartiger fibröser Tumor“ beschrieben. François Gigot de la Peyronie, ein Arzt am Hofe von Ludwig XV., beschrieb die Erkrankung im Jahr 1743, die seitdem als Peyronie-Krankheit oder in der medizinischen Sprache als Induratio penis plastica (IPP) beschrieben wird.